# Soroban

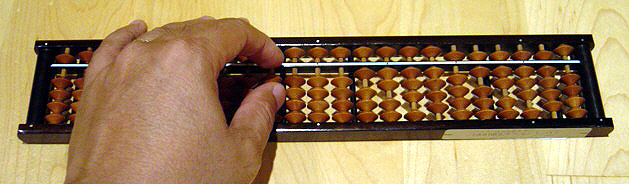
Soroban.

Le soroban (算盤, そろばん) est le boulier japonais.

## Caractéristiques

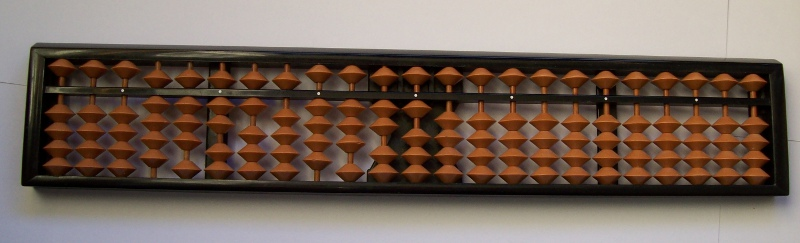
Un soroban avec le nombre 987654321.

Par rapport au boulier chinois, il ne comporte que le minimum de boules requises pour effectuer les opérations sur le boulier, c'est-à-dire une seule quinaire (en haut du boulier) et 4 unaires (en bas). En général, un soroban a au moins une quinzaine de colonnes, mais cela peut aller jusqu'à 21, 23, 27 ou 31 colonnes.
On y effectue toutes les opérations de base de l'arithmétique (addition, soustraction, multiplication, division), et même pour les experts, des extractions de racine, calcul en binaire, octal, hexadécimal et autres.
Il est nécessaire de connaître ses tables d'addition ainsi que ses tables de multiplication (au minimum jusqu'à 10) pour effectuer des multiplications.

## Efficacité
La technique permet d'automatiser les manipulations sur le soroban, et d'atteindre, avec de l'entrainement, des vitesses impressionnantes.

## Histoire

### Introduction et évolution
Le soroban vient du boulier chinois (suanpan). Il fut sans doute importé par l'intermédiaire de la Corée au XVe siècle. 
Vers 1850, le soroban, initialement composé, comme le suanpan, de 5 boules unaires (« terrestres ») et de 2 quinaires (« célestes »), perdit une de ses boules quinaires. Les formes 5 + 2 et 5 + 1 continuèrent de cohabiter jusqu'au début de l'ère Meiji, où la seconde s'imposa définitivement.
En 1891, Irie Garyū ôta une boule unaire, donnant au soroban sa forme actuelle. Réintroduite en 1930, cette configuration se généralisa dans les années 1940.
Le 12 novembre 1946 fut organisé à Tokyo un concours de rapidité entre le soroban manipulé par Kiyoshi Matsuzaki et une calculatrice électronique utilisée par le soldat de l'armée américaine Nathan Wood, sélectionné pour sa maîtrise de l'outil. Les épreuves reposaient sur les quatre opérations élémentaires, ainsi qu'un problème qui les combinait toutes. Le soroban l'emporta par 4 à 1, ne perdant que sur la multiplication.

### Comparaison avec lesuanpan
Le suanpan est composé de tringles de 5 boules unaires (« terrestres ») et de 2 quinaires (« célestes »), qui permettaient de calculer non seulement en base 10, mais également en base 16 (hexadecimal) pour certaines unités de mesure (1 livre (斤, jin) = 16 onces (兩, liang)). Le soroban n'a retenu que la possibilité de calculer en base 10, ce qui permet de faire l'économie d'une boule unaire et d'une boule quinaire. Il s'apparente ainsi à l'abaque romain portatif.
Le calcul est en moyenne plus rapide, car l'utilisateur est contraint à l'emploi des raccourcis que le débutant peut choisir d'éviter sur un suanpan. Par exemple, si le boulier contient le nombre 2 et que l'on veuille lui ajouter 3, le suanpan offre la possibilité d'afficher 5 unaires, avant de procéder à la réduction en remplaçant les cinq unaires par une quinaire. Le soroban ne le permet pas : il impose à l'utilisateur de passer directement à la forme réduite. Le débutant en soroban a donc moins de gestes « inutiles » à accomplir que le débutant en suanpan ; quant aux experts de l'une et l'autre sorte, ils utilisent généralement les mêmes méthodes, si bien que leur rapidité est comparable.
Le soroban est en général moins haut que le suanpan ; non seulement parce qu'il contient moins de boules, mais également parce qu'elles sont plus resserrées : l'espace entre les boules actives et les boules inactives est réduit au minimum nécessaire à leur lisibilité.
Les boules elles-mêmes ont la forme d'un double cône, plutôt que de « pneus ». Cela permet une manipulation légèrement plus rapide, car le doigt s'insère plus facilement dans l'espace entre deux boules.
Le soroban est également plus long que le suanpan : il comporte souvent 23 colonnes au lieu de 13. Cela ne permet pas seulement de calculer sur des nombres plus grands, mais surtout de travailler en parallèle sur plusieurs nombres, notés à différents endroits du boulier.

### Utilisation actuelle

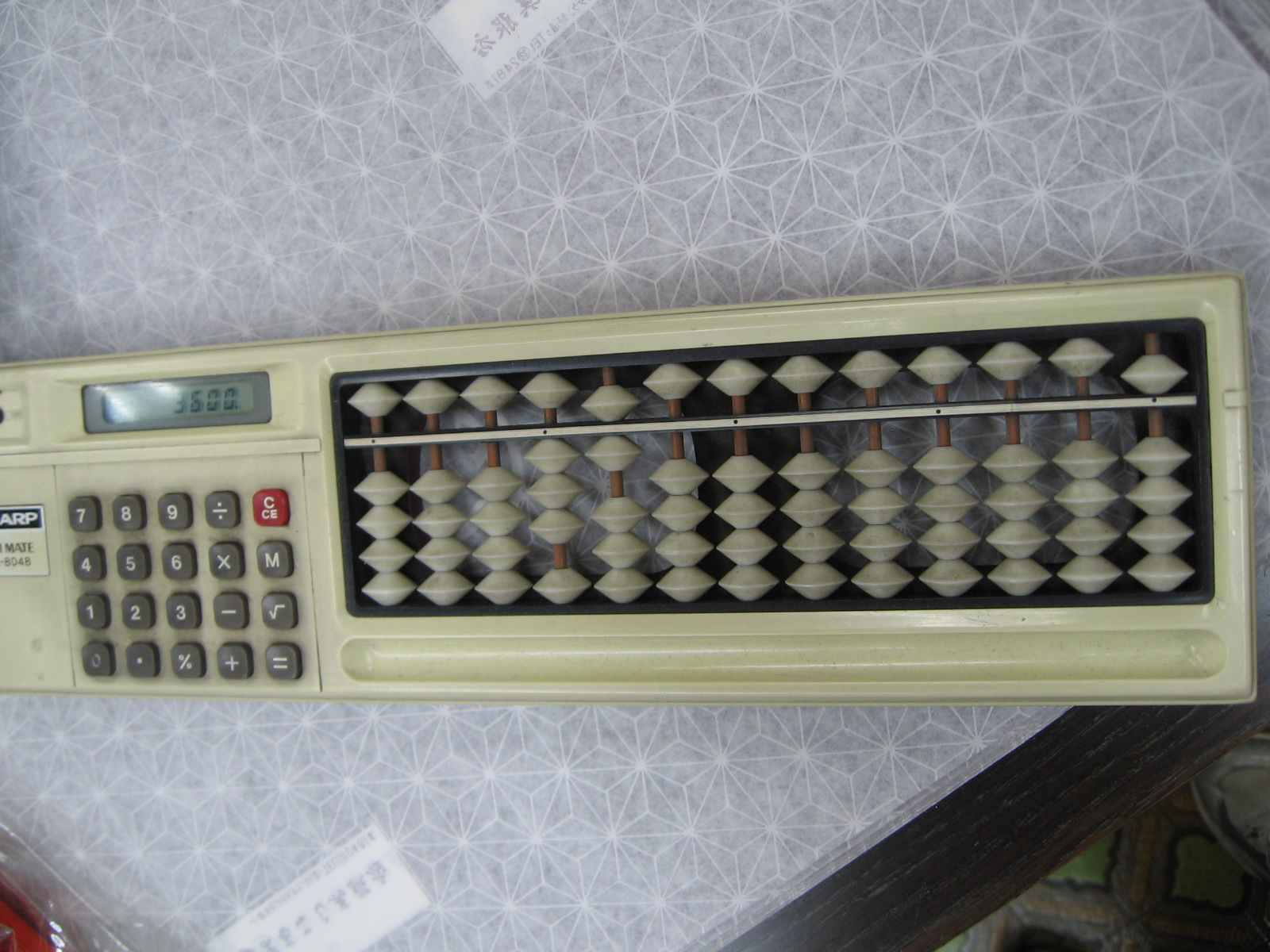
Un boulier avec calculatrice intégrée.

Contrairement au suanpan (boulier chinois) et au stchioty (boulier russe) qui semblent tombés en désuétude dans leurs pays respectifs, le boulier japonais est toujours utilisé par de nombreuses personnes au Japon. Les compétences sont notées sur une échelle allant du 10e kyu au 10e dan. La Chambre japonaise de commerce et d'industrie fait passer un examen sur six niveaux, dont le troisième permet déjà de travailler dans l'administration.
Le soroban est enseigné à l'école primaire au moyen de comptines. Il permet aux élèves de visualiser facilement le calcul en base 10. Cette visualisation permet d'effectuer du calcul mental selon la technique appelée anzan (暗算, calcul aveugle), éventuellement en effectuant dans l'air des mouvements de la main imitant la manipulation d'un boulier.
Certains bouliers sont fabriqués spécialement pour les aveugles.